# Mendale
Mendale is een bestuurslaag in het regentschap Aceh Tengah van de provincie Atjeh, Indonesië. Mendale telt 580 inwoners (volkstelling 2010).